# Moore (efternamn)
Moore är ett efternamn som är vanligt i engelsktalande länder. Flera brittiska namn har samma eller nästan samma uttal, som More, Moor och Muir. De behandlas här skilda från varandra.

## Personer med efternamnet Moore

### A
- A. Harry Moore (1879–1952), amerikansk politiker, demokrat, guvernör i New Jersey
- Alan Moore (född 1953), brittisk författare
- Alvin Moore (1891–1972), amerikansk ryttare
- Andrew Moore (1752–1821), amerikansk politiker, demokrat-republikan, senator för Virginia
- Andrew B. Moore (1807–1873), amerikansk politiker, demokrat, guvernör i Alabama
- Ann Moore (född 1950), brittisk ryttare
- Anwar Moore (född 1979), amerikansk häcklöpare
- Arch A. Moore (1923–2015), amerikansk politiker, republikan, guvernör i West Virginia
- Archie Moore (1916–1998), amerikansk boxare
- Aston Moore (född 1956), jamaicansk trestegshoppare

### B
- Barrington Moore
- Belle Moore (1894–1975), brittisk simmare
- Bob Moore (född 1932), amerikansk basist och orkesterledare
- Bobby Moore (1941–1993), engelsk fotbollsspelare
- Brendan Moore (född 1972), engelsk snookerdomare
- Brian Moore, flera personer
  - Brian Moore (1921–1999) irländsk-kanadensisk författare
  - Brian Moore (politiker) (född 1943), amerikansk politiker, socialist, presidentkandidat

### C
- Carmel Moore (född 1985), brittisk-fransk porrskådespelare
- Chanté Moore (född 1967), amerikansk sångerska och kompositör
- Charles Moore (1925–1993), amerikansk arkitekt
- Charles Moore (friidrottare) (född 1929), amerikansk löpare
- Charles C. Moore (1866–1958). amerikansk politiker, republikan, guvernör i Idaho
- Charles W. Moore
- Christy Moore (född 1945), irländsk folksångare, gitarrist och låtskrivare
- Clayton Moore (1914–1999), amerikansk skådespelare
- Colleen Moore (1899–1988), amerikansk skådespelare
- Constance Moore (1919–2005), amerikansk skådespelare och sångerska
- Craig Moore (född 1975), engelsk fotbollsspelare

### D
- Dan Moore (1906–1986), amerikansk politiker, demokrat, guvernör i North Carolina
- Demi Moore (född 1962), amerikansk skådespelare, fotomodell och filmporiducent
- Dennie Moore (1902–1978), amerikansk skådespelare
- Dennis Moore (1945–2021), amerikansk politiker, demokrat, kongressrepresentant för Kansas
- Dickie Moore (1931–2015), kanadensisk ishockeyspelare
- Dominic Moore (född 1980), kanadensisk ishockeyspelare
- Dudley Moore (1935–2002), brittisk komiker, skådespelare, pianist och kompositör

### E
- Edward Moore (roddare) (1897–1968), amerikansk roddare
- Edward H. Moore (1871–1950), amerikansk politiker, republikan, senator för Oklahoma
- Eleanora Moore (död 1869), brittisk skådespelare
- Elisabeth Moore (1876–1959), amerikansk tennisspelare

### F
- Francis Moore (1900–1976), kanadensisk ishockeyspelare
- Frederic Moore (1830–1907), brittisk entomolog och illustratör

### G
- Gabriel Moore (1785–1844), amerikansk politiker, kongressrepresentant, cenator och guvernör för Alabama
- Gary Moore (1952–2011), nordirländsk sångare och gitarrist
- George Moore, flera personer
  - George Moore (femkampare) (1918–2014), amerikansk femkampare
  - George Moore (författare) (1852–1933), brittisk författare
  - George Edward Moore (1873–1958), brittisk filosof
  - George Foot Moore
- Gerald Moore (1899–1987), engelsk pianist
- Glen Moore (född 1941), amerikansk jazzmusiker
- Gordon E. Moore (1929–2023), amerikansk entreprenör och datavetare
- Grace Moore (1898–1947), amerikansk sångerska och skådespelare
- Greg Moore (1975–1999), kanadensisk racerförare
- Gwen Moore (född 1951), amerikansk politiker, demokrat, kongressrepresentant för Wisconsin

### H
- Hal Moore (1922–2017), amerikansk militär och författare
- Henry Moore (1898–1986), engelsk skulptör och grafiker
- Henry Ludwell Moore (1869–1958), amerikansk nationalekonom

### J
- J. Hampton Moore (1864–1950), amerikansk politiker, republikan, kongressrepresentant för Pennsylvania
- James Moore (femkampare) (född 1935); amerikansk modern femkampare
- Jason Moore (född 1988), brittisk racerförare
- Joe Moore (1901–1982), amerikansk skridskoåkare
- Joe-Max Moore (född 1971), amerikansk fotbollsspelare
- Joel Moore (född 1977), amerikansk skådespelare
- John Moore, flera personer
  - John Moore (anarkist) (1957–2002), amerikansk universitetslärare
  - John Moore (författare) (1729–1802), skotsk författare
  - John Moore (ishockeyspelare) (född 1990), amerikansk ishockeyspelare
  - John Moore (militär) (1761–1809), brittisk officer
  - John Bassett Moore (1860–1947), amerikansk jurist
- John Moore-Brabazon (1884–1964), engelsk flygpionjär och konservativ politiker
- Juanita Moore (1914–2014), amerikansk skådespelare
- Julianne Moore (född 1960), amerikansk skådespelare

### K
- Kenneth Moore (1910–1981), kanadensisk ishockeyspelare
- Kevin Moore (född 1967), amerikansk keyboardspelare
- Kristie Moore (född 1979), kanadensisk curlingspelare

### L
- Laban T. Moore (1829–1892), amerikansk politiker, kongressrepresentant för Kentucky
- LaShauntea Moore (född 1983), amerikansk kortdistanslöpare
- Lena Moore (född 1949), svensk jurist, justitieråd
- Liam Moore (född 1993), engelsk fotbollsspelare
- Lorrie Moore
- Luke Moore (född 1986), engelsk fotbollsspelare

### M
- Mandy Moore (född 1984), amerikansk sångerska och skådespelare
- Marianne Moore
- Mary Tyler Moore (1936–2017), amerikansk skådespelare
- Maya Moore (född 1989), amerikansk basketspelare
- Melba Moore (född 1945), amerikansk disco- och R&B-sångerska
- Michael Moore, flera personer
  - Michael Moore (född 1954), amerikansk filmskapare och politisk aktivist
  - Michael Moore (officer) (född 1953), svensk flygofficer, generalmajor
  - Michael Moore (politiker) (född 1965), brittisk politiker, liberaldemokrat
- Mike Moore (1984), kanadensisk ishockeyspelare

### O
- Orren C. Moore (1839–1893), amerikansk politiker, republikan, kongressrepresentant för New Hampshire
- Owen Moore (1886–1939), amerikansk skådespelare

### P
- Patrick Moore, flera personer
  - Patrick Moore (astronom) (1923–2012), brittisk amatörastronom
  - Patrick Moore (ekolog) (född 1947), kanadensisk ekolog
- Peter Moore (född 1955), brittisk dataperson

### R
- R. Stevie Moore (född 1952), amerikansk sångare, låtskrivare och musiker
- Ray Moore (1905–1984), amerikansk serietecknare
- Raymond Cecil Moore
- Rodney Moore, regissör av pornografisk film
- Roger Moore (1927–2017), engelsk skådespelare, regissör och filmproducent
- Ronald D. Moore (född 1964), amerikansk TV.producent och manusförfattare
- Ronnie Moore (1933–2018), nyzeeländsk speedwayförare
- Roy Moore (född 1947), amerikansk jurist och politiker

### S
- Samuel B. Moore (1789–1846), amerikansk politiker, demokrat, guvernör i Alabama
- Scotty Moore (1931–2016), amerikansk gitarrist
- Shemar Moore (född 1970), amerikansk skådespelare och fotomodell
- Sonny Moore (född 1988), amerikansk elektronmusiker, känd som "Skrillex"
- Spencer Le Marchant Moore (1850–1931), brittisk botaniker
- Stanford Moore (1913–1982), amerikansk biokemist
- Stephen Moore (skådespelare) (1937–2019), brittisk skådespelare
- Stephen Campbell Moore (född 1979), brittisk film- och teaterskådespelare
- Steve Moore (född 1978), kanadensisk ishockeyspelare
- Sydenham Moore (1817–1862), amerikansk politiker, kongressrepresentant för Alabama

### T
- Terry Moore (född 1929), amerikansk skådespelare
- Thomas Moore, flera personer
  - Thomas Moore (1779–1852), irländsk poet och författare
  - Thomas Moore (botaniker) (1821–1887), brittisk botanist och trädgårdsmästare
  - Thomas Overton Moore (1804–1876), amerikansk politiker, demokrat, guvernör i Louisianaa
- Thurston Moore (född 1958), amerikansk musiker
- Toby Leonard Moore (född 1981), australisk skådespelare
- Tom Moore (1920–2021), brittisk militär
- Tommy Moore (1931–1981), engelsk trumslagare
- Tony Moore, engelsk musiker
- Trevor Moore (1980–2021), amerikansk komiker, skådespelare, författare och regissör
- Trevor Moore (ishockeyspelare) (född 1995), amerikansk ishockeyspelare

### V
- Victor Moore (1876–1962), amerikansk skådespelare

### W
- Walter Moore (född 1984), guyansk fotbollsspelare
- William Moore (född 1947), brittisk tävlingscyklist